# 글리 프로젝트

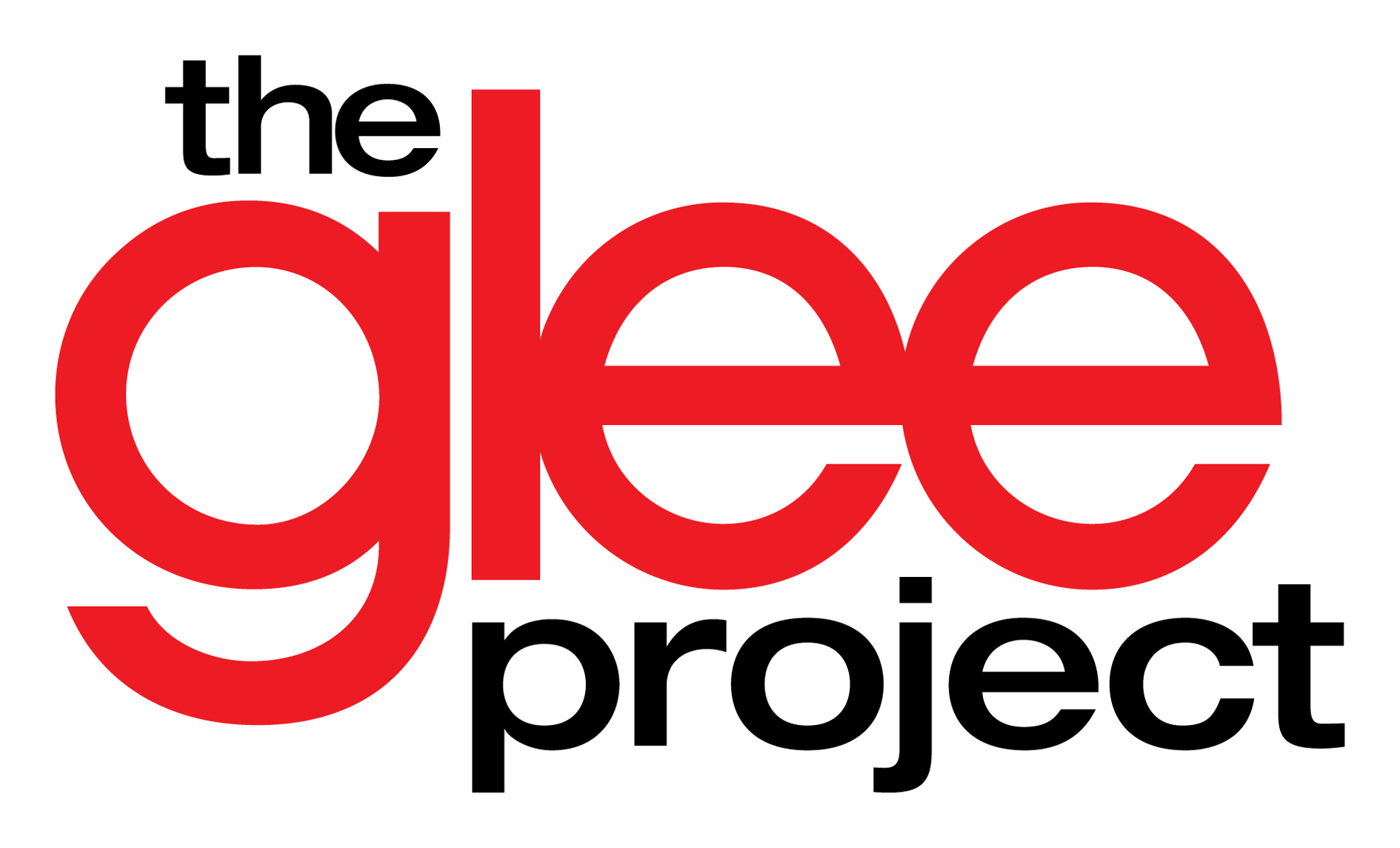
글리 프로젝트

글리 프로젝트(영어: The Glee Project)는 미국 Oxygen의 리얼리티 프로그램으로, FOX의 TV 시리즈 《글리》 출연을 위한 오디션이다. 2011년 5월 하순에 방송이 시작될 예정이었으나, 2011년 6월 12일에 첫 방송되었다.